# Mzab
Lo Mzab (o M'zab o anche Zāb) è una regione situata nel nord del deserto del Sahara, nella Provincia di Ghardaïa (Algeria), a circa 600 chilometri a sud di Algeri. I suoi abitanti, prevalentemente berberofoni, chiamano il loro paese Aghlan n Mzab (il vocabolo berbero aɣlan, oggi conosciuto solo per questo toponimo era in origine un termine che significava "canale", "vallata"; esso è poi stato adottato come neologismo presso i Berberi del resto del Nordafrica col valore di "nazione"); gli arabofoni la definiscono invece shebka ("rete", "reticolo"). Gli abitanti (mzabiti o mozabiti) chiamano se stessi At Yighersan ("quelli dell'ordito", allusione agli abiti tradizionali tessuti in casa).

## Geologia
Lo Mzab è un altopiano calcareo, situato nella regione dello uadi Mzab.

## Storia
La regione, un tempo frequentata da berberi nomadi zeneti (wasiliti), ha cominciato ad essere abitata da sedentari nell'XI secolo, quando vi si stabilirono gli ultimi ibaditi superstiti dopo il crollo dell'imamato di Tahert ad opera dei Fatimidi (X secolo). In precedenza l'ibadismo aveva a lungo dominato nell'Africa settentrionale durante l'epoca rustumide.
Dopo essersi rifugiati in alcune oasi vicine, come Ouargla e Sedrata, essi vennero scacciati anche da queste località ad opera degli Almoravidi prima e degli Almohadi poi, decidendo quindi di crearsi ex novo una sede facilmente difendibile in un luogo fino ad allora inospitale e privo di insediamenti stabili: lo Mzab. Qui essi fondarono, una dopo l'altra, le sette città che ancor oggi vi si trovano. Si tratta nell'ordine di:
- El-Atteuf (1012), berb. Tajnint ("Avvallamento") o At Takhsait ("Quelli della zucca", gergale);
- Melika (1017) berb. At Mlishet (i primi insediamenti riguardarono Agherm wadday "la città bassa", alla base della collina dove si trova la città attuale);
- Bou-Noura (1046), berb. At Bunur o At Wirzu (gergale);
- Ghardaia (1046), berb. Tagherdayt;
- Béni-Isguène (1321), berb. At Yijden (pronuncia locale) o At Yizgen (pronuncia degli altri mzabiti), oppure (gergale) At Idis "quelli del fianco" (il nucleo originario, nella parte alta della città, si chiamava Tafilalt);
- Guerrara (1631), berb. Tamurt n Tefza ("paese dell'arenaria");
- Berriane (1690), berb. At Ifragh (gergale).

Le ultime due città, fondate qualche secolo dopo i primi insediamenti, si trovano a una certa distanza da essi, rispettivamente a 100 e a 45 km verso nord.
Lo Mzab venne posto sotto il protettorato francese il 29 aprile 1853, e, dopo la repressione di una rivolta, fu definitivamente annesso il 1º novembre 1883 dalla Francia come parte delle sue colonie nordafricane. Dopo l'indipendenza algerina del 1962 il territorio divenne parte dell'Algeria.

## Lingua
La lingua parlata principalmente nello Mzab è una varietà di berbero, denominata tumzabt (Basset 1892, VI, cita anche la denominazione tagawbant).

## Organizzazione
L'organizzazione sociopolitica degli ibaditi dello Mzab, benché oggi integrata nell'Algeria indipendente, è ancora in gran parte legata a quella tradizionale. Il potere è nelle mani dei religiosi, la halqa (berb. halqet, "cerchia") degli cazzaba (berb. icazzaben, sing. acazzab "colui che ha rinunciato al mondo"), in numero di dodici, che eleggono un loro cheikh (berb. eshshikh), di norma nominato a vita ma che può anche dimettersi o essere anche sostituito. A un livello inferiore rispetto agli icazzaben stanno gli irwan (sg. iru), religiosi di grado intermedio, mentre gli imsurda (sg. amsurdi "colui che segue la linea, la dottrina") sono gli studenti alle prime armi che costituiscono il gradino più basso del clero ibadita.

## Architettura

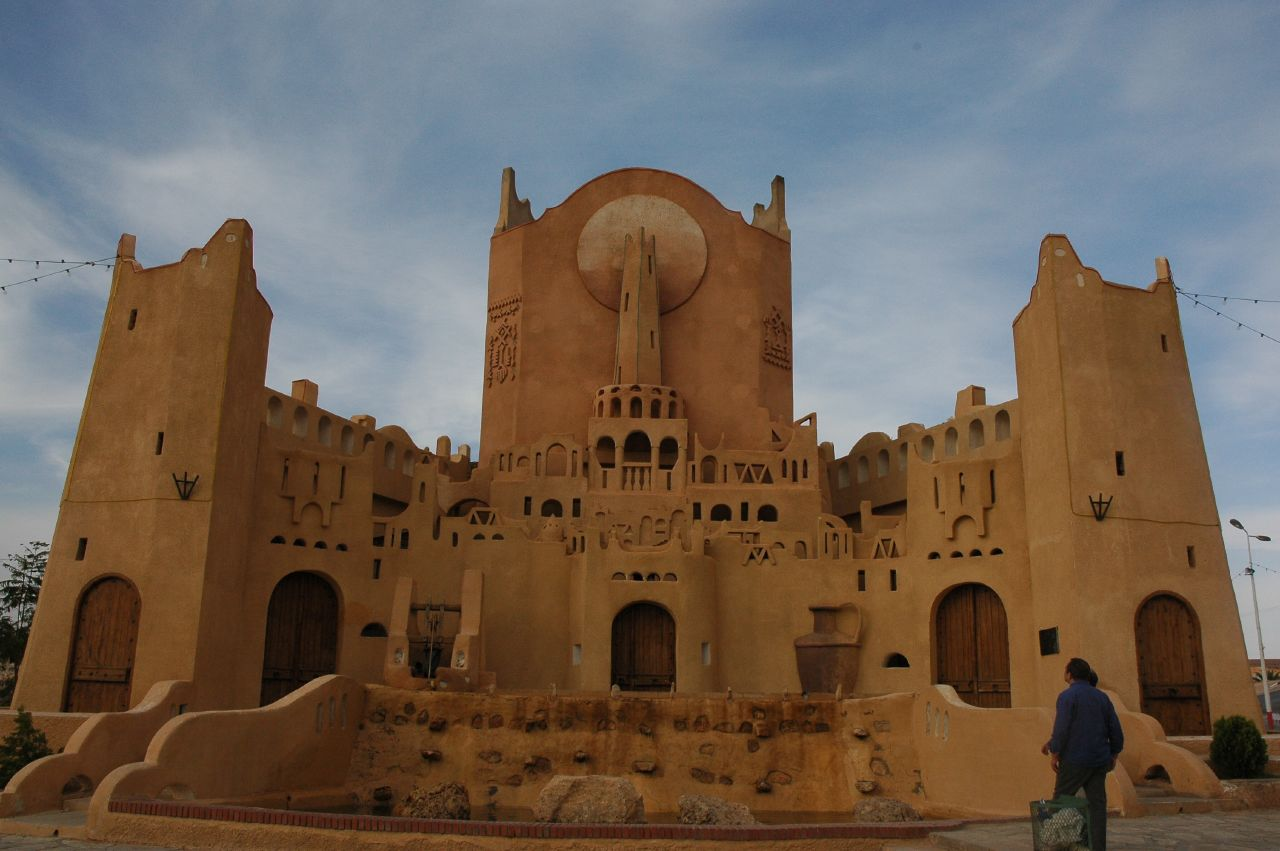

Sugli affioramenti rocciosi lungo lo uadi Mzab si trovano 5 villaggi fortificati, conosciuti collettivamente col nome di Pentapoli. Essi sono Ghardaïa (oggi l'insediamento principale), Beni Isguen, Melika, Bounoura, ed El-Ateuf. Ad esse si sono poi aggiunte le città di Berriane e Guerara, per formare l'odierna Ettapoli.
Le città, fondate ex novo sulla base di principi urbanistici consapevolmente elaborati, costituiscono un interessante modello studiato da molti architetti moderni, a partire da Le Corbusier che visitò lo Mzab ne 1931, sia come esempio di pianificazione del territorio (con il centro, che coincide col punto più elevato in cui si erge la moschea circondato dalle abitazioni dei religiosi e poi via via, da quelle degli appartenenti ai mestieri considerati meno spirituali), sia per il tipo di architettura abitativa, in cui predomina una concezione quasi ad alveare, piuttosto lontana dalla concezione di una città formata da "case" distinte e separate tra loro.
La combinazione fra il purismo funzionale della fede ibadita con lo stile di vita proprio delle oasi ha portato ad una rigorosa organizzazione dello spazio e del territorio. Ogni città possiede una moschea costruita sul modello delle fortezze, il cui minareto fungeva da torre di guardia. Intorno alla moschea vennero costruite abitazioni tutte uguali, a cerchi concentrici. Questo tipo di architettura venne sviluppato per scopi ugualitari, pur rispettando l'intimità familiare. Durante l'estate gli abitanti delle città migravano verso 'città estive', situate attorno a oasi con palmeti.
La valle dello Mzab è stata inserita nel 1982 nell'elenco dei Patrimoni dell'umanità dell'UNESCO, come riconoscimento di un esempio intatto di un tradizionale habitat umano perfettamente adattato all'ambiente circostante.
La natura stessa della cultura ibadita ha fatto sì che quest'area si conservasse intatta, e gli ibaditi continuano tutt'oggi a dominare la vita sociale della regione.